# Robert O’Donoghue

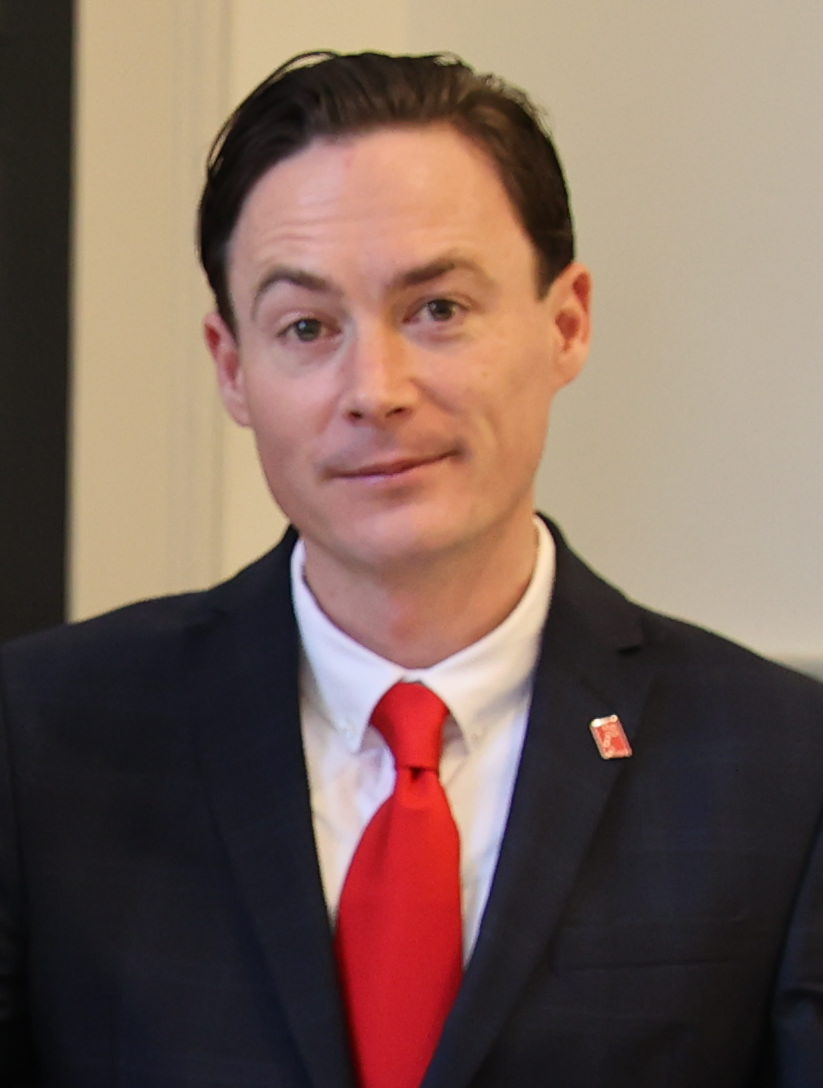
Robert O’Donoghue (2024)

Robert O’Donoghue (* 1980/1981 in Coolock) ist ein irischer Politiker der Irish Labour Party und seit 2024 Mitglied des Dáil Éireann. 

## Leben
Robert O’Donoghue studierte am Trinity College Dublin Psychologie und später Europawissenschaften. 2018 rückte er in den Fingal County Council nach. 2019 und 2024 wurde er jeweils in den Fingal County Council gewählt. 
Bei den Wahlen 2024 wurde er für den Wahlkreis Dublin Fingal West in den Dáil Éireann gewählt.